# ۱۰۵۵ (قمری)
۱۰۵۵ (قمری)، هزار و پنجاه و پنجمین سال در گاهشماری هجری قمری است. اول محرم این سال برابر با بیست و هفتم فوریه سال ۱۶۴۵ میلادی است.